# Etto
Etto, właśc. Oelilton Araujo dos Santos (ur. 8 marca 1981 w miejscowości Valente) – piłkarz brazylijski grający na pozycji prawego pomocnika.

## Kariera klubowa
Etto jest wychowankiem klubu Fluminense Rio de Janeiro. Grał w tym zespole w drużynach juniorskich, ale do pierwszego zespołu nie potrafił się załapać. W 2002 roku trafił do Vitórii Bahia, klubu z brazylijskiej Série A. Rozegrał w niej tylko 3 mecze i po sezonie odszedł do zespołu Série B Criciúma EC. W 2004 roku Etto ponownie trafił do Série A i zasilił wówczas drużynę o nazwie Paraná Clube. Jego 1 gol zdobyty w 17 meczach nieznacznie pomógł zespołowi w zajęciu 15. miejsca w lidze. W styczniu 2005 Etto był już zawodnikiem innego klubu z Kurytyby, Athletico Paranaense. W lidze rozegrał 6 meczów, po czym latem tego samego roku trafił do Europy.
Nowym klubem Etto stał się chorwackie Dinamo Zagrzeb, a w klubie tym Etto spotkał swoich rodaków: Carlosa, Andersona i posiadającego chorwacki paszport, Eduardo da Silvę. Etto od razu stał się jednym z czołowych zawodników Dinama, najczęściej grając jako prawy pomocnik lub prawoskrzydłowy. W pierwszej lidze Chorwacji zadebiutował 18 września 2005 roku w wygranych 4:0 derbach z NK Zagreb. Etto wszedł na boisko w 46. minucie i już 57. wpisał się na listę strzelców. W całym sezonie 2005/2006 rozegrał 24 mecze i zdobył 5 bramek i miał duży wpływ na wywalczenie przez Dinamo tytułu mistrza Chorwacji. Mistrzostwo kraju zdobył też w 2007, 2008, 2009, 2010 i 2011 roku.
W trakcie sezonu 2010/2011 Etto odszedł z Dinama do PAOK-u Saloniki. W 2013 roku przeszedł do FK Baku.
| Sezon   | Klub                 | Kraj        | Rozgrywki           | Mecze | Bramki |
| ------- | -------------------- | ----------- | ------------------- | ----- | ------ |
| 2002    | Vitória Bahia        | Brazylia    | brazylijska Série A | 3     | 0      |
| 2003    | Criciúma EC          | Brazylia    | brazylijska Série B | 19    | 0      |
| 2004    | Paraná Clube         | Brazylia    | brazylijska Série A | 17    | 1      |
| 2005    | Athletico Paranaense | Brazylia    | brazylijska Série A | 6     | 0      |
| 2005/06 | Dinamo Zagrzeb       | Chorwacja   | Prva HNL            | 24    | 5      |
| 2006/07 | Dinamo Zagrzeb       | Chorwacja   | Prva HNL            | 13    | 1      |
| 2007/08 | Dinamo Zagrzeb       | Chorwacja   | Prva HNL            | 23    | 1      |
| 2008/09 | Dinamo Zagrzeb       | Chorwacja   | Prva HNL            | 16    | 1      |
| 2009/10 | Dinamo Zagrzeb       | Chorwacja   | Prva HNL            | 21    | 0      |
| 2010/11 | Dinamo Zagrzeb       | Chorwacja   | Prva HNL            | 10    | 0      |
| 2010/11 | PAOK FC              | Grecja      | Alpha Ethniki       | 9     | 0      |
| 2011/12 | PAOK FC              | Grecja      | Alpha Ethniki       | 16    | 0      |
| 2012/13 | PAOK FC              | Grecja      | Alpha Ethniki       | 14    | 0      |
| 2013/14 | FK Baku              | Azerbejdżan | Premyer Liqa        |       |        |